# Dypsis tsaratananensis
Dypsis tsaratananensis — вид рода Дипсис (Dypsis) семейства Пальмовые (Arecáceae). Вид распространён только на Мадагаскаре.